# 白翼皮杜銀漢魚
白翼皮杜銀漢魚，為輻鰭魚綱銀漢魚目皮杜銀漢魚科的其中一種，分布於非洲馬達加斯加南部Iaroka-Rianila淡水流域，為熱帶魚類，體長可達7.2公分，棲息在海拔100-850公尺森林覆蓋的溪流底中層水域，生活習性不明。

## 擴展閱讀
維基物種上的相關：白翼皮杜銀漢魚